# GGK (Werbeagentur)
GGK (Gerstner, Gredinger + Kutter) war eine Schweizer Werbeagentur, die von 1959 bis 1990 existierte und insbesondere in den 1960er und 1970er Jahren mit damals neuartigen Werbe-Ideen international erfolgreich war.
Die Agentur wurde 1959 von Karl Gerstner und Markus Kutter als Werbeatelier Gerstner + Kutter in Basel gegründet. Nachdem Paul Gredinger 1962 als dritter Gesellschafter hinzugestossen war, wurde die Agentur in Gerstner, Gredinger + Kutter (GGK) umfirmiert.
Wachstum und Internationalisierung in den 1970er Jahren folgten massive Kundenverluste in den 1980er Jahren, was dazu führte, dass das Netzwerk 1990 mit der Trimedia Group verschmolzen wurde; später wurden Teile an das TBWA-Network verkauft. Seither existieren nur noch zwei GGK-Büros, in Zürich und in Wien, als eigenständige Unternehmen ohne gegenseitige Beteiligungen.

## Geschichte
Der Grafiker Karl Gerstner und der damalige Werbeleiter des Basler Pharmaunternehmens Ciba-Geigy, Markus Kutter, kannten sich von ihrer Arbeit in der Werbeabteilung dieser Firma. Mit dem Auftrag, eine Jubiläumsbroschüre zum 200-jährigen Bestehen der Geigy AG 1958 zu erstellen, machten sich die beiden in Basel als Gerstner + Kutter selbstständig. Gerstner schreibt über die Anfänge: „Uns schwebt eine Art Bauhaus vor, aber nicht als Schule, sondern als Geschäft. Kutter weiss mit Geld umzugehen; besser jedenfalls als ich. Dass wir beide immer noch keine Ahnung von Werbung haben, ist ein Glück. Die Branche schüttelt den Kopf, aber für manche Kunden ist unsere Unbefangenheit genau das, was sie suchen.“ Im Jahr 1962 stiess der Historiker Paul Gredinger als dritter Teilhaber hinzu. Als eine der ersten Agenturen in Europa kennzeichnete GGK, wie sie sich fortan nannte, mit ihrem Kürzel Anzeigen und Plakate. 1962 folgte auch der erste industrielle Großauftrag für den VW-Konzern, „bis dahin kannte niemand die Miniaturfirma, die sich vier Jahre zuvor in einer Etage von Kutters Elternhaus in der Baseler Augustinergasse etabliert hatte.“ Die Agentur verfolgte von da an einen strategischen Wachstumskurs und eröffnete im Jahr 1968 für den Kunden Ford ihr erstes Deutschlandbüro in Köln, das nach dem Verlust dieses Etats nach Düsseldorf umzog und sich zur grössten Niederlassung der Gruppe entwickelte.
Seit dem Eintritt von Paul Gredinger verfolgte die Agentur eine stärker strategisch-werbliche Ausrichtung. Für Kunden wie VW, Ford, Oetker, IBM und Swissair wurden nicht mehr nur Broschüren, sondern Anzeigenkampagnen für den deutschsprachigen Raum in den damaligen Leitmedien (Der Spiegel, FAZ, Stern, NZZ) entwickelt. Der ungewöhnliche Stil vieler Anzeigen (Audi-Anzeige mit lateinischem Text, Anzeigen ohne Text oder ohne Bild) begründete frühzeitig den Ruf der GGK als kreativste Agentur im deutschsprachigen Raum. Beeinflusst war GGK dabei von der US-Agentur Doyle, Dane, Bernbach sowie dem Werberebellen Howard Gossage, den man für ein Seminar nach Basel einflog. Markus Kutter sagt, man habe von Gossage „viel gelernt und so manches abgeschaut“. Oft prägte eine ironische Haltung die GGK-Inserate, etwa für die Airline Swissair.
Nachdem deutsche Unternehmen wie Lufthansa, Oetker und Volkswagen zunächst auch von Basel aus betreut worden waren, verstärkte die Agentur mit Gründung der Düsseldorfer Filiale ihre Präsenz auf dem deutschen Markt und gewann zahlreiche neue Kunden hinzu, die bereit waren, den unangepassten Stil der Agentur als Wettbewerbsvorteil zu sehen.
Als sich Gerstner (1972) und Kutter (1975) aus dem Unternehmen zurückzogen, übernahm Paul Gredinger ihre Geschäftsanteile. Ab den 1970er Jahren folgten unter seiner Leitung Ausgründungen in weiteren deutschen Städten, außerdem international in New York, Paris, Madrid und London. 1984 aber – die GGK konnte immer noch als „kreativer Branchenprimus“ bezeichnet werden – berichtete der Spiegel über wirtschaftliche Turbulenzen bei der GGK, mehrere größere Kunden hatten ihre Aufträge zurückgezogen. Einige Topkreative und ehemalige GGK-Geschäftsführer mit Agenturen machten sich selbständig und nahmen weitere Kunden mit.
Diese Verluste konnten nicht ausgeglichen werden; mit der Fusion zur Trimedia Holding 1990 verschwand der Name GGK als internationales Netzwerk. Lediglich die Büros in Wien und Zürich wurden unter dem alten Agenturnamen weitergeführt, nachdem sich die damaligen Geschäftsführer aus der Holding herausgekauft hatten.